# Withaarkevers
De withaarkevers (Dascillidae) zijn een familie van insecten in de orde der kevers (Coleoptera).